# Institoris Mihály (lelkész, ?–1705)
Mossóczi Institoris Mihály (Mosóc, 1635 – Trsztena, 1705) ágostai evangélikus lelkész, Institoris János lelkész és író testvéröccse.

## Élete
Született Mosócon (Turóc megye), ahol apja Institoris Illés akkor lelkész volt. Bátyja keze alatt nevelkedett és annak elnöksége alatt két ízben vitatkozott is. Bánban tanult 1654-ig, majd Selmecbányán. Miután hazájában iskoláit elvégezte, a kieli egyetemet látogatta meg. Hazájába visszatérvén, előbb rektor Zsolnán, majd 1670-ben lelkész lett Teplán, ahonnan 1673-ban foglyul vitték Szepes várába. Szabadulását követően lelkész lett Zsaskón (Zasskow, Árva megye) a Thököli-féle támadások alatt. Innét 1683-ban Trsztenára ment lelkésznek, ahonnét 1686-ban hite miatt a Thököly-féle zavargások alatt elűzték. További sorsa ismeretlen.

## Művei
- Panegyricus in obitum Pl. Rev. & Clar. Viri D. Johannis Institoris Pastoris Slavonicae cclesiae Carponensis...Trenchinii, 1661.
- Desiderium aureae pacis Distichis Eteologicis exprimens Annum Epochae Cristianae 1663. cui Adjuncta est, proxime elapsi Ominosa Inundatio, Carmine Heroica descripta. (Uo.), 1663.
- συν Θεω! Chiliasmus Dirutus. id est: Refutatio Opinionis tam veterum nonnulorum, quam recentium, docentium Christum Universalem omnium Judicem, ante pantocryticum judicii diem, e coelo venturum, mille annis, in Pace, qviete, ac mirabiliretum, omnium affluentia, cum piis in terra versaturum, judicium administraturum ... Respondente Michaele Alauda ... Solnae, 1665.
- Dissertatio Ethica de Summo Morali bono Seu: de Existentia & Natura Beatudinis ac Felicitatis Civilis seu thicae, placidae subjecta disquisitioni, ... Autore: Respondente Martino Proserchomeno ... Uo. 1666.
- Phosphorus clarorum syderum Illustris Lycei Kiloniensis. Uo. 1667.
- Paroenesisad Sectarios de Visibilitate & Invisibilitate Ecclesiae Praemissa ejusdem Formali Ratione. Uo. 1668.
- Dissertatio Placida a Iustificando Homine Peccatore Coram Tremendo Tribunali Dei, &c. Autore ... Resp. Casparo Lehotsky ... Uo. 1670.
- Kunst Wyborny, kterak se máme wázne a platne Bohu mosliti, a wsseliké kdussiy ktela potrebné wecy, od neho samého, nábozne, slussne, nalerite a Horliwe zadati a prosyti ... Hely n. (Zsolna), 1693.

### Kéziratban
Carmina Abrahamo Jeszenszky (1689) és Emerico Huszar (1691) oblata.